# Romanswiller
Romanswiller (deutsch Romansweiler) ist eine französische Gemeinde mit 1188 Einwohnern (Stand 1. Januar 2021) im Département Bas-Rhin in der Region Grand Est (bis 2015 Elsass). Sie liegt im Kanton Saverne und ist ein Mitglied der Communauté de communes de la Mossig et du Vignoble.
Romanswiller ist ein Straßendorf und wird von der Mossig und der Departementsstraße D 224 passiert.

## Bevölkerungsentwicklung
| Jahr      | 1962 | 1968 | 1975 | 1982 | 1990 | 1999 | 2006 | 2017 |
| Einwohner | 772  | 781  | 765  | 991  | 1155 | 1194 | 1303 | 1239 |

## Sehenswürdigkeiten

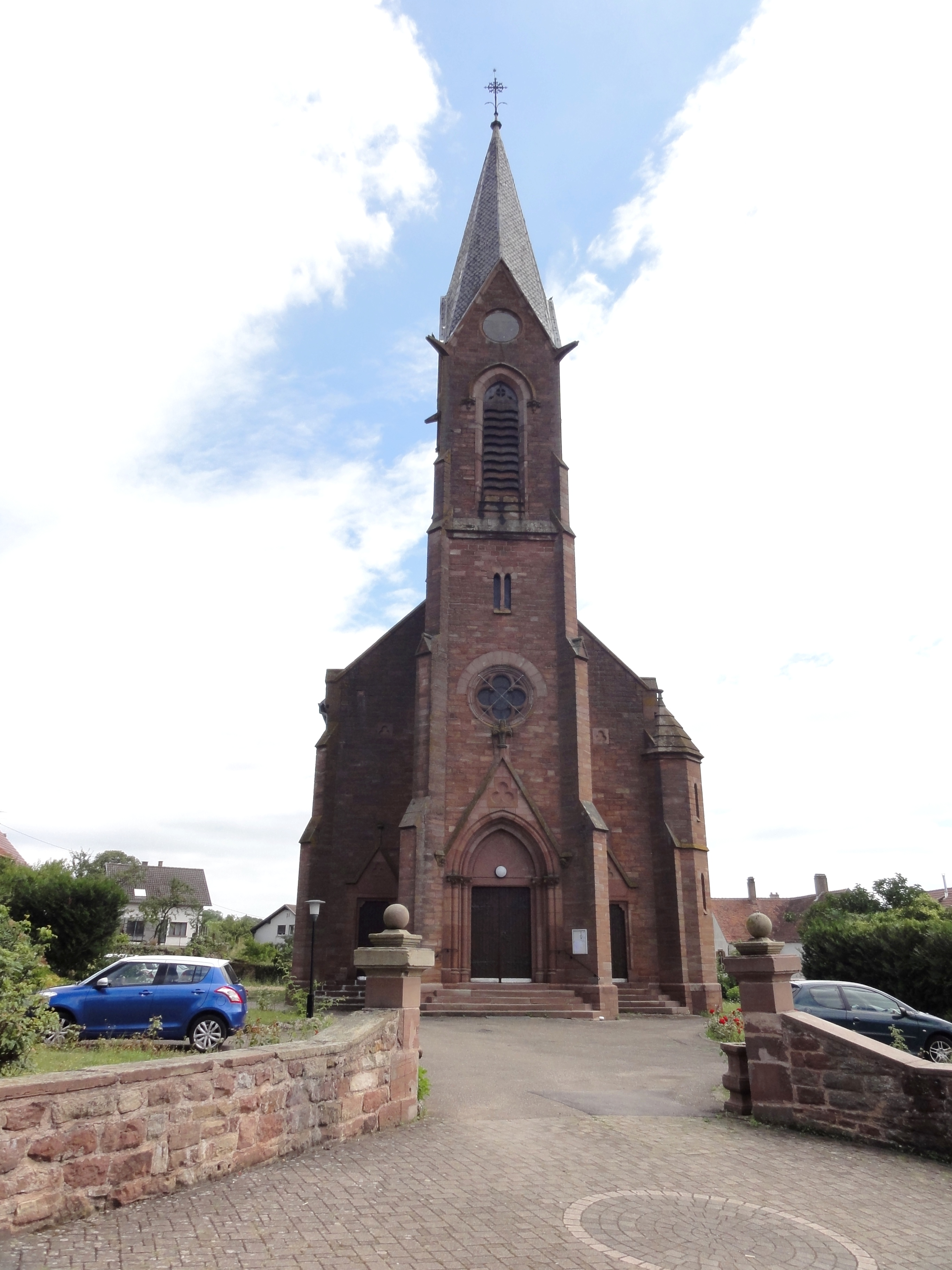
Kirche Saint-Oswald
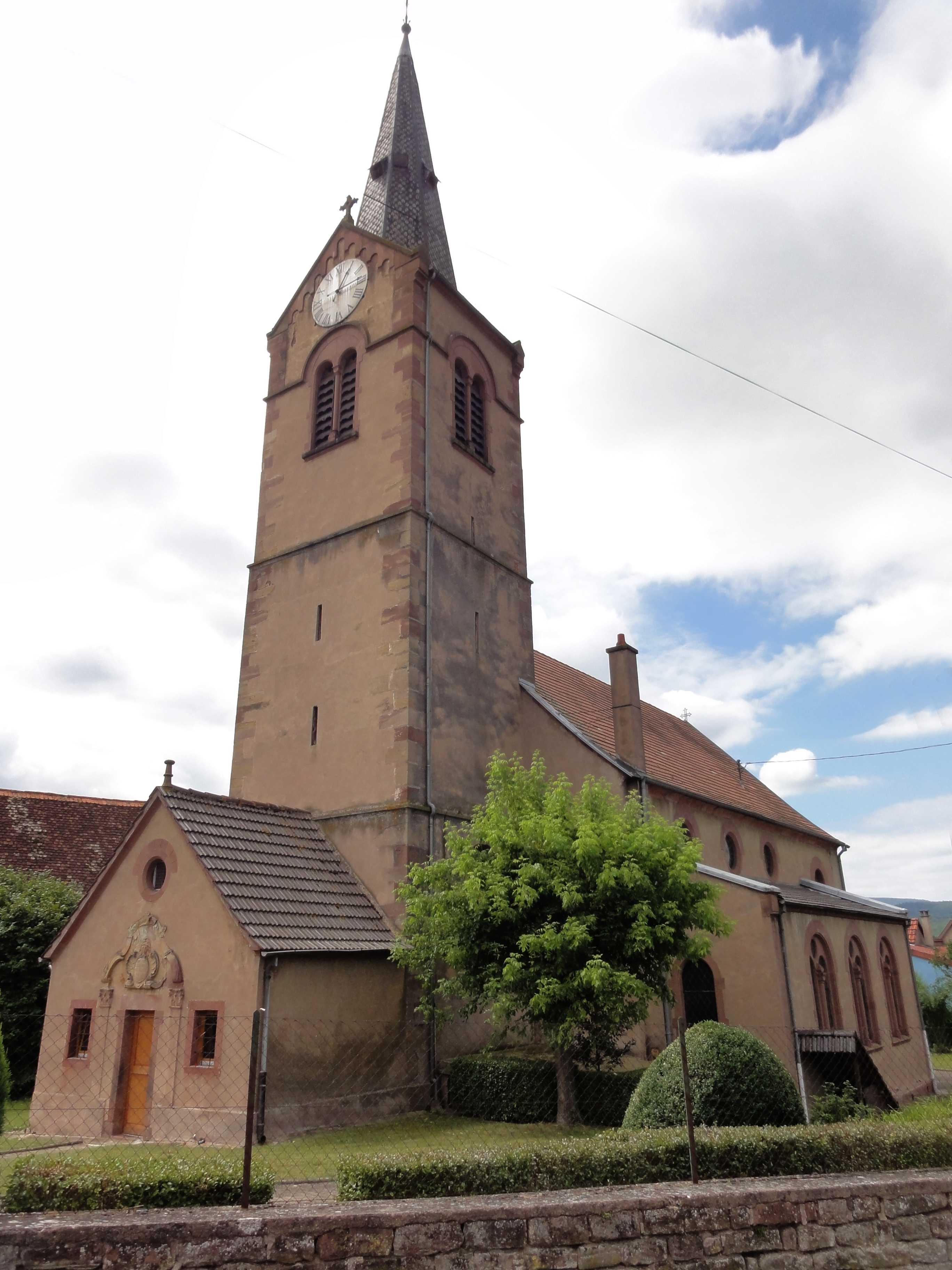
Protestantische Kirche
Ehemaliger Bahnhof
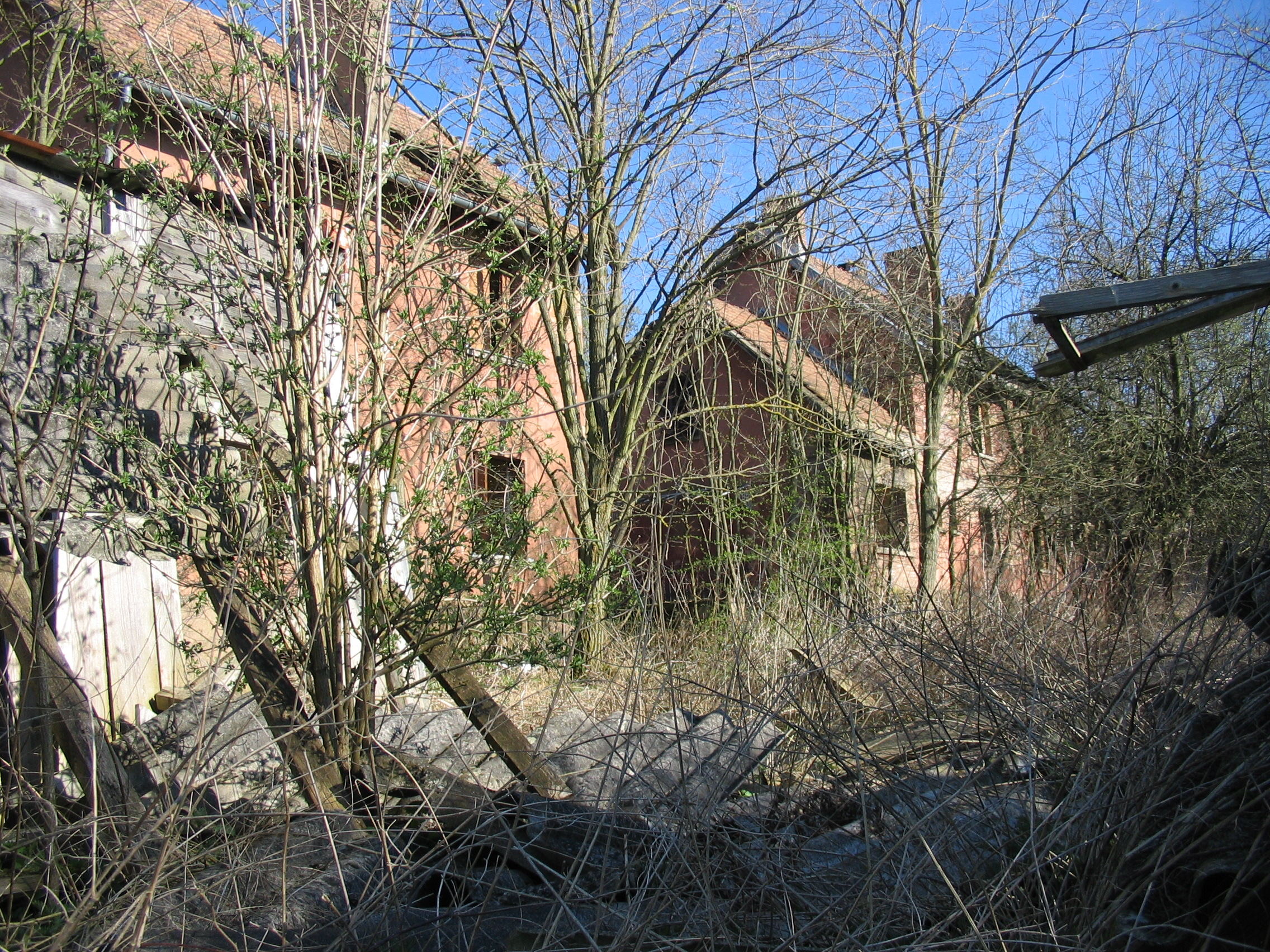
Ehemalige Militärgebäude

- Kirche Saint-Oswald
- Protestantische Kirche
- Ehemaliger Bahnhof
- Ehemaliges Kasernengelände